# Jüdischer Friedhof (Hessisch Oldendorf)

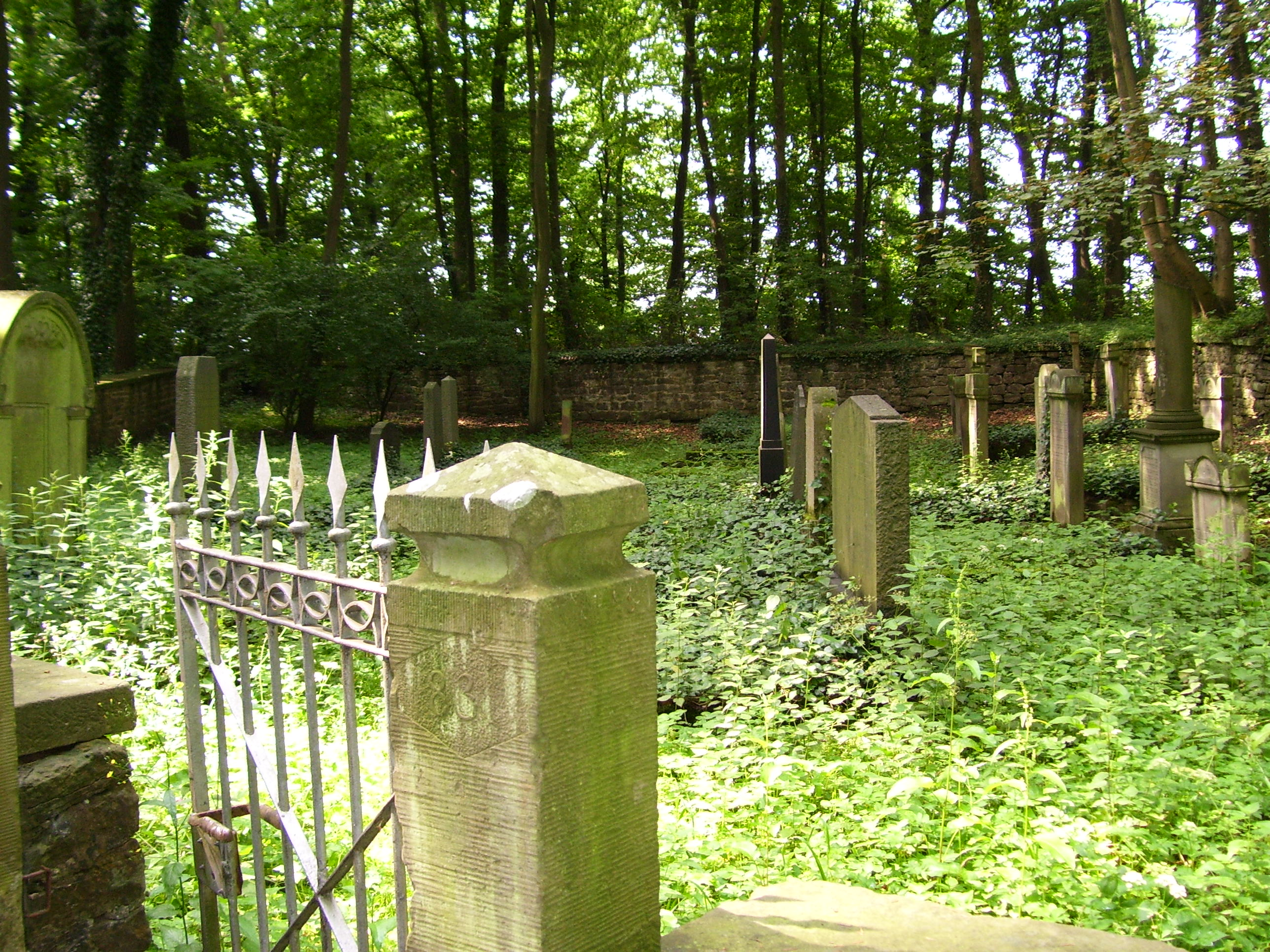
Jüdischer Friedhof seit 1832

Der jüdische Friedhof in der niedersächsischen Stadt Hessisch Oldendorf im Landkreis Hameln-Pyrmont ist ein Kulturdenkmal.
Der Friedhof, der von 1839 bis 1944 belegt wurde, liegt am östlichen Stadtrand in der Nähe des christlichen Friedhofs an der Grandkuhle. Auf ihm befinden sich 41 Grabsteine.

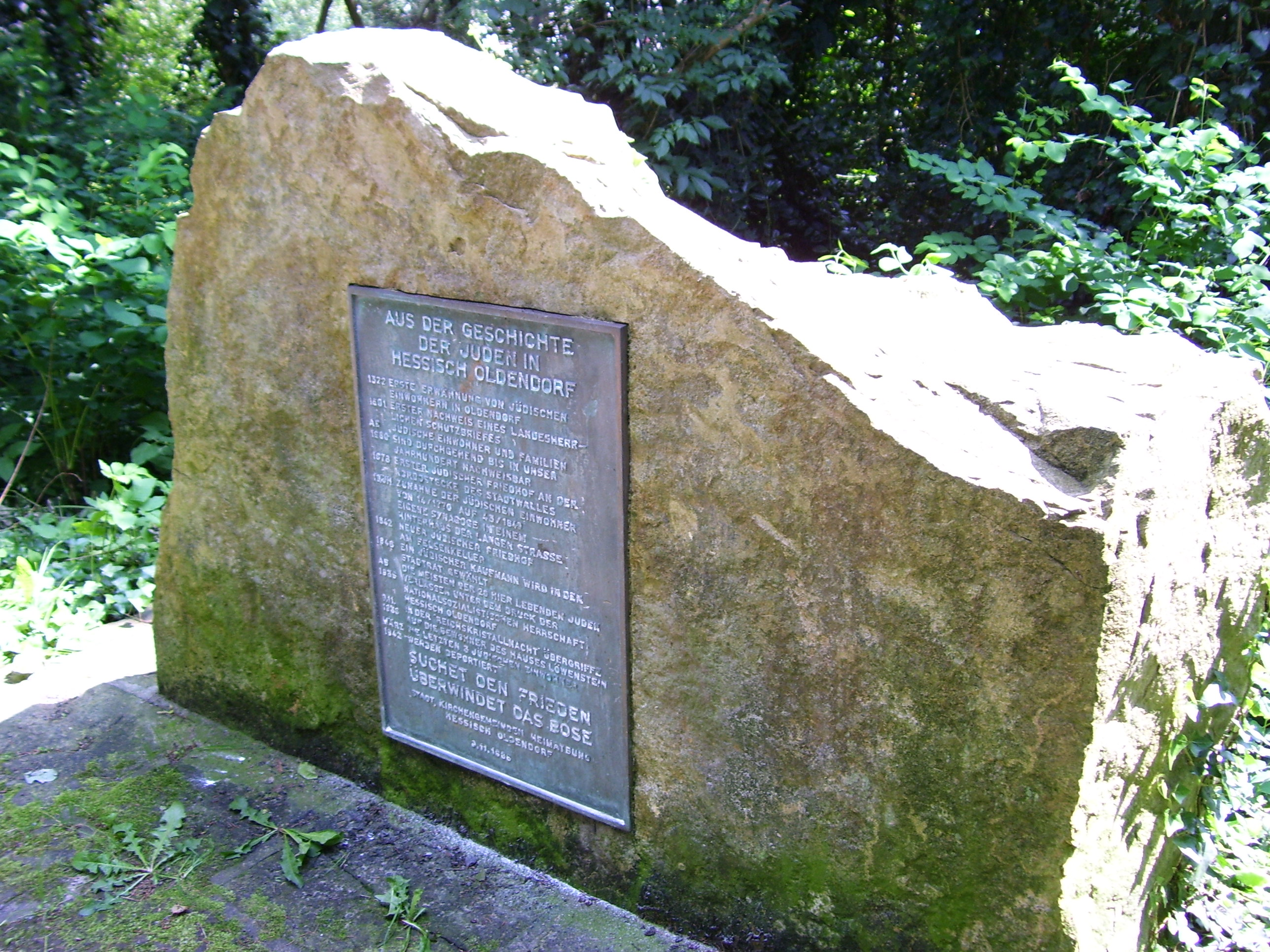
Gedenkstein auf dem alten jüdischen Friedhof in der Nordostecke des Stadtwalls

## Alter Friedhof
In der Nordost-Ecke des Stadtwalls soll von 1678 bis 1832 ein alter jüdischer Friedhof bestanden haben. Grabsteine existieren nicht mehr. Heute steht dort ein Gedenkstein.